# SZTE Állam- és Jogtudományi Kar
A Szegedi Tudományegyetem Állam- és Jogtudományi Kara (röviden: SZTE ÁJTK) az egyetem Szegedre kerülésekor, avagy 1921-ben kezdte meg működését. 

## Története
A négy alapító kar egyike a jogi, az orvostudományi, a bölcsészet-, nyelv- és történettudományi, valamint a mennyiségtan (matematika)-természettudományi karok mellett. Neves professzoraik voltak például Búza László, Horváth Barna, Ereky István vagy Polner Ödön.

## Képzések

### Alapképzések
- nemzetközi tanulmányok
- politikatudományok
- személyügyi, munkaügyi és szociális igazgatási

### Osztatlan képzések
- jogász

### Mesterképzések
- nemzetközi tanulmányok
- politikatudomány
- személyügyi, munkaügyi és szociális igazgatás

### Felsőoktatási szakképzések
- jogi

## Publikációk
- Acta Juridica et Politica online elérhető számok: 1956-

## Külső hivatkozások
Professzori arcképcsarnok